# Mauro Gambetti
Mauro Gambetti, OFMConv (Castel San Pietro Terme, 27 d'octubre de 1965) és un cardenal italià, arquebisbe catòlic i religiós de l'orde dels frares menors conventuals, des del 20 de febrer de 2021 Vicari General de l'Estat de la Ciutat del Vaticà i per a les viles pontifícies de Castel Gandolfo, arxipreste de la basílica de Sant Pere del Vaticà i president de la Fàbrica de Sant Pere.

## Biografia
Mauro Gambetti va néixer el 27 d'octubre de 1965 a Castel San Pietro Terme, província i arxidiòcesi de Bolonya, a l'Emília-Romanya. Va viure la seva infantesa i joventut a Ímola amb els seus pares Ermenegildo Gambetti i Maria Teresa Ceroni. A la seva família ja hi eren presents dos sacerdots, tots dos germans del seu avi patern Antonio: el pare Ermenegildo (1871-1927), missioner a l'Amèrica del Sud, i Don Carlo (1883-1945), primer rector i després canonge de la catedral d'Ímola.
Va rebre el sagrament de la primera comunió a la parròquia de San Giovanni Nuovo d'Imola, on també es va preparar per a la confirmació, que va rebre del llavors bisbe Luigi Dardani a la catedral de San Cassiano el 3 d'octubre de 1976.

### Formació i ministeri sacerdotal
Del seu pare, fundador d'una empresa d'enginyeria, va heretar el gust per la mecànica. Va estudiar a l'institut científic d'Imola, on va ser company de classe (secció B) de Stefano Domenicali, futur cap del departament de curses de la Scuderia Ferrari. Després del batxillerat va estudiar enginyeria mecànica amb direcció d'enginyeria de plantes a la Universitat de Bolonya i després de graduar-se va realitzar el servei militar obligatori a la infanteria prop de Bèrgam.
Va ingressar al postulat de l'Orde dels Frares Menors Conventuals el setembre de 1992. Va viure l'any de noviciat a Osimo i aquí va professar la vida i el govern franciscans amb vots temporals el 29 d'agost de 1995. Va professar els seus vots perpetus el 20 de setembre de 1998 a la catedral d'Imola. Després del batxillerat en teologia a l'Institut Teològic d'Assís, va estudiar antropologia teològica i va obtenir una llicenciatura a la Facultat de Teologia d'Itàlia Central a Florència.
Va rebre la seva ordenació sacerdotal el 8 de gener de 2000, a l'edat de 34 anys, al santuari del Santíssim Crocifisso de Longiano. Aquí, en el mateix convent, va treballar com a animador de la pastoral vocacional per l'Emília-Romanya i, del 2005 al 2009, també com a guardià (encarregat) de la comunitat franciscana. La primavera de 2009 el capítol de la província bolonyesa de Sant'Antonio di Padova el va escollir ministre provincial (superior major d'acord amb el can. 620 del Codi de Dret Canònic) per als frares menors conventuals d'Emília-Romanya, mentre que el 2010 també va ser nomenat ajudant regional de l'Orde Franciscà Seglar d'Emília-Romanya.
El 22 de febrer de 2013 el ministre general Marco Tasca, d'acord amb el seu col·legi definitori, el va nomenar custòdia general (ofici equivalent al de ministre provincial, però amb potestat vicari ordinària d'acord amb les constitucions de l'Orde) de la custodi general del sagrat convent de Sant Francesc a Assís per al quadrienni 2013-2017, confirmant-ho de nou per al quadriennal 2017-2021. A causa de l'ofici de custodi, Domenico Sorrentino, arquebisbe-bisbe d' Assís-Nocera Umbra-Gualdo Tadino, el va nomenar vicari episcopal per a la cura pastoral de la basílica papal de San Francesc i d'altres llocs de culte dirigits pels frares menors conventuals de la mateixa diòcesi. El setembre de 2017 va ser elegit president de la Federació Intermediterrània de Ministres Provincials del seu orde.

### Ministeri Episcopal i Cardenal

Escut arxiepiscopal

El 25 d'octubre de 2020, durant l'Àngelus, el papa Francesc va anunciar la seva creació com a cardenal en el consistori del 28 de novembre següent. Arran d'aquest anunci, va renunciar al càrrec de custòdia general, acceptat pel ministre general amb el consentiment del seu definitori el 31 d'octubre de 2020 "per la incompatibilitat dels càrrecs (cf. CIC, can. 152)". És la primera vegada que un franciscà conventual torna a rebre la porpra des del segle xix: l'últim va ser Antonio Maria Panebianco, creat cardenal el 27 de setembre de 1861 .
El 30 d'octubre se li va assignar la seu titular de Tisiduo amb la dignitat d'arquebisbe, a títol personal, d'acord amb el motu proprio Cum Gravissima, signat pel papa Joan XXIII l'any 1962, que estableix que tots els cardenals han de ser ordenats bisbes per regla.
Va rebre la consagració episcopal el 22 de novembre següent, a la basílica de Sant Francesc d'Assís, per la imposició de les mans del cardenal Agostino Vallini, llegat papal per a les basíliques de Sant Francesc i Santa Maria degli Angeli, assistit pels co-consagradors Domenico Sorrentino, arquebisbe-bisbe d'Assís-Nocera Umbra-Gualdo Tadino, i Giovanni Mosciatti, bisbe d'Ímola.
En el consistori del 28 de novembre de 2020, el papa Francesc li va imposar el bonet i l'anell, assignant-li la diacònia del Santissimo Nome di Maria al Foro Traiano, l'església del qual es troba especialment a prop de la basílica dels Sants XII Apòstols, durant segles la seu de la Cúria General de l'orde al que pertany el cardenal. En el moment del seu nomenament, és el cardenal italià viu més jove i el tercer més jove de la història.
El 20 de febrer de 2021, el Papa Francesc el va nomenar vicari general de Sa Santedat per a la Ciutat del Vaticà i per a les vil·les pontifícies de Castel Gandolfo, arxipreste de la Basílica de Sant Pere del Vaticà i president de la Fàbrica de Sant Pere; succeint a Angelo Comastri de setanta-set anys, que va dimitir a causa del límit d'edat.
El 29 de maig de 2021 va prendre possessió del diaconat del Santíssim Nom de Maria al Fòrum Trajà.
És membre de la Congregació per als Instituts de Vida Consagrada i Societats de Vida Apostòlica, des del 16 de desembre de 2020, de la Comissió Pontifícia per l'Estat de la Ciutat del Vaticà des del 4 de novembre de 2021, i del Dicasteri per a la Comunicació des del 2 de desembre de 2021.

## Heràldica

### Blasó
Or, al pelicà amb la seva pietat natural, entrenat i ferit per setze gotes de la seva sang, conduint des d'una muntanya de tres cims verds a la italiana; al cap blau, carregat amb una complexió dexcreta, travessant un sinistre vestit, col·locat en decusse, amb les mans planes, estigmes de vermell, sortint de 2 núvols de plata i creuant una creu llatina en vermell.
Ornaments exteriors del cardenal arquebisbe.

### Interpretació
L'escut del cardenal Gambetti té una forma renaixentista anomenada "cap de cavall", i és molt típic de la tradició heràldica italiana. A l'interior hi són presents:
- l'emblema dels franciscans, que és la "conformitat", és a dir, el pacte inseparable entre sant Francesc i el Salvador, representat pel braç de Crist creuat amb el braç gris de sant Francesc (el color gris indica la branca del frares conventuals) i amb la creu al fons, ambdues amb les mans mostrant els estigmes. Afirma visualment la pertinença del cardenal Gambetti a l'orde dels frares menors conventuals. Aquest símbol té el seu origen a Sant Bonaventura de Bagnoregio que, elegit bisbe d'Albano, el va voler com a escut episcopal;[14]
- el pelicà amb la seva pietat, és a dir, mentre alimenta els seus petits arrancant-se el pit, cosa que simbolitza l'amor infinit de Crist pels homes, als quals dona la seva pròpia sang en l'Eucaristia, que és precisament el Sagrament de la Caritat. De fet, en el misteri eucarístic el mateix Crist nodreix i edifica l'Església contínuament;
- les gotes de sang amb què el pelicà nodreix les seves cries i que també s'estenen als costats de l'animal simbolitzen l'expansió de la caritat;
- el trimoni que apareix en el simbolisme franciscà i en el Sagrat Convent d'Assís evoca el sacrifici de Crist al Calvari, un gran do d'amor a la humanitat.

### Lema
El lema del cardenal Gambetti és Omnibus subiecti in caritate («Submetre a tot per amor») rep les expressions tant de la Primera carta de Pere (1Pe 2,13) com de la Carta als Efesis de Sant Pau (Ef 5,21) i que, al seu torn, va entrar en l'espiritualitat franciscana a través de la mirada de sant Francesc es va dirigir al Crist pobre i crucificat, els passos del qual traça en el buidatge de si mateix i al servei de tota criatura com a frare menor: "que no es facin lícites les disputes, però estar subjectes a tota criatura humana per amor de Déu » (cf. Francesc d'Assís, Regla non bullata, XVI, 6).

## Projectes
Amb Walter Ganapini aleshores director general de l'agència regional per a la protecció del medi ambient d'Úmbria i Giuseppe Lanzi director general de Sisifo, l'agost de 2017 va impulsar el projecte de sostenibilitat del conjunt monumental del Sagrat Convent de San Francesc d'Assís que implicaven realitats importants de l'economia circular i les finances ètiques.

### Reconeixements
El projecte Fra Sole ha obtingut els següents premis:
- 2018: - Premi Cap a una economia circular 2018.[17]
- 2019: - Inserït a la Plataforma Europea de Stakeholders de l'Economia Circular, promoguda per la Unió Europea, a través de la Comissió Europea i el Comitè Econòmic i Social Europeu.[18]
- 2019: - Premi al Desenvolupament Sostenible - Monografia sobre els valors.[19]
- 2020: - Premi Millor Intèrpret de l'Economia Circular organitzat per Confindustria.[20]
- 2020: - Publicat a: LA GUIA de comunitats i parròquies sobre ecologia integral.[21]

## Honors
Cavaller de l'orde al Mèrit de la República Italiana - 27 de desembre de 2019